# 새만금조선·해양레저협회
새만금조선·해양레저협회(새萬金造船·海洋레저協會, Saemangeum Ship Marine Leisure Association)는 대한민국 조선·해양산업의 성장과 새만금조선·해양레저 클러스터 입주기업 등의 발전 및 국외 해양레저산업협회와의 협력발전을 위하여, 새만금개발청, 전라북도청, 군산시청, 한국산업단지공단, 한국농어촌공사, 군산대학교, 전북테크노파크, 한국조선해양기자재연구원, 한국탄소융합기술원, 전북새만금융합본부, 전북발전연구원과 국내·외 관련산업 100여개 기업 등이 설립한 사단법인이다. 전라북도 군산시 산단남북로 189번지 친환경 R&D센터 309-2호에 있다.

## 연혁
- 2014년 6월 19일 새만금조선·해양레저협회 설립

## 주요 업무
- 새만금 사업지역의 발전 및 조선, 해양레저의 진흥을 위한 연구사업
- 새만금 지역의 조선, 해양레저에 관한 국제협약의 기술기준 연구 및 분석사업
- 외국 정부 또는 단체와의 기술 합작 및 협력사업
- 협회보유자산에 대한 임대 서비스 및 활용사업
- 새만금 조선, 해양레저 관련 국내외 회의 개최 및 참가 업무
- 새만금 홍보 및 환경정화 활동, 해양레저 체험교실 및 새만금 지역내 행사업무 대행사업
- 그 밖의 협회의 설립목적 수행을 위한 공익, 봉사활동 등 협회장이 지정하는 사업

## 조직

### 새만금조선·해양레저협회장

#### 사무총장
- 사무국
- 대외협력국
- 기획국

## 같이 보기
- 대한민국 해양수산부
- 대한민국 산업통상자원부
- 대한민국 문화체육관광부